# Беа Луи дьо Мюра
Беа̀ Луѝ дьо Мюра̀ (на френски: Béat Louis de Muralt) е швейцарски писател.
Роден е на 9 януари 1665 година в Берн. Учи право и богословие в Женевския университет, а след 1690 година е офицер в швейцарската гвардия на краля на Франция. Известен е с няколко пътеписа, най-вече „Писма относно англичаните и французите“ („Lettres sur les Anglais et les Français“, 1725), както и с моралистични текстове в духа на пиетизма.
Беа Луи дьо Мюра умира на 20 ноември 1749 година в Коломбие, днес част от Милвин.